# Partito Nazionalista delle Filippine
Il Partito Nazionalista delle Filippine (in filippino Partido Nacionalista ng Pilipinas - PN; in inglese: Nacionalista Party - NP) è un partito politico filippino.
È un tradizionale partito di centro-destra e fu fondato nel 1907 da Manuel Quezón e Sergio Osmeña: è il più antico partito politico delle Filippine.